# سیارک ۴۲۵۳
سیارک ۴۲۵۳ (به انگلیسی: 4253 Marker، نامگذاری:1985TN3) چهار هزار و دویست و پنجاه و سومین سیارک کشف شده‌است که در ۱۱ اکتبر ۱۹۸۵ کشف شد.
قدر مطلق سیارک برابر ۱۳٫۰۰ است.